# Minh Thập Tam lăng
Minh Thập Tam lăng (tiếng Trung: 明十三陵; bính âm: Míng Shísān Líng; nghĩa đen 'Mười ba lăng mộ nhà Minh') là tập hợp các lăng mộ được xây dựng bởi các Hoàng đế triều đại nhà Minh trong lịch sử Trung Quốc. Lăng mộ của vị Hoàng đế đầu tiên nhà Minh là Chu Nguyên Chương là Minh Hiếu lăng ở Nam Kinh, tỉnh Giang Tô. Tuy nhiên, hầu hết các lăng mộ của các vị Hoàng đế khác nằm tại một cụm ở Bắc Kinh được gọi chung là Thập Tam lăng. Nó nằm ở Xương Bình, cách trung tâm Bắc Kinh khoảng 42 kilômét (26 mi) về phía Bắc - Tây Bắc. Quần thể lăng mộ này nằm ở sườn phía nam của núi Thiên sơn, dựa theo nguyên tắc phong thủy của vị Hoàng đế nhà Minh thứ ba là Minh Thành Tổ. Sau khi cho xây dựng cung điện Hoàng gia là Tử Cấm Thành vào năm 1420, ông đã lựa chọn địa điểm và cho xây dựng lăng mộ cho riêng mình. Các vị Hoàng đế nhà Minh sau đó cho xây dựng lăng mộ của họ cũng tại khu vực thung lũng với tổng cộng 13 vị Hoàng đế đã lựa chọn chôn cất tại đây.
Lăng mộ của Hoàng đế đầu tiên đặt tại Minh Hiếu lăng ở Nam Kinh. Lăng mộ của vị Hoàng đế thứ hai Minh Huệ Đế là người bị lật đổ bởi Minh Thành Tổ không có lăng mộ nào được biết đến. Minh Đại Tông không được chôn cất tại đây vì Minh Anh Tông không coi ông là một vị vua của nhà Minh. Thay vào đó, thi hài của Minh Đại Tông được chôn vùi ở phía tây Bắc Kinh. Hoàng đế cuối cùng của nhà Minh được chôn cất tại đây là Minh Tư Tông, người đã thắt cổ tự sát vào ngày 25 tháng 4 năm 1644. Ông được chôn cất tại Minh Tư lăng là lăng mộ nhỏ hơn nhiều so với các lăng mộ Hoàng gia khác. Vào năm 1644, quân đội của Lý Tự Thành đã lục soát và đốt cháy nhiều ngôi mộ trước khi tiến vào Bắc Kinh trong tháng 4 năm đó.
Năm 1725, Hoàng đế nhà Thanh là Ung Chính đã ban tước hiệu Hầu cho một chi hậu duệ của nhà Minh, được nhận lương bổng của nhà Thanh với nhiệm vụ thực hiện các nghi lễ tại Thập Tam lăng và sắp xếp vào Chính Bạch kỳ của Bát Kỳ. Sau đó, Càn Long ban tước hiệu Diên Ân hầu cho ông và tước hiệu này được truyền qua 12 thế hệ con cháu cho đến cuối triều đại nhà Thanh.
Hiện tại, Thập Tam lăng là một phần của Di sản thế giới được UNESCO công nhận với tên gọi là Lăng tẩm Hoàng gia Minh-Thanh

## Danh sách lăng mộ
- Minh Trường lăng (tiếng Trung: 長陵; bính âm: Cháng Lìng, 1424) là lăng mộ của Minh Thành Tổ và Nhân Hiếu Văn Hoàng hậu
- Minh Hiến lăng (tiếng Trung: 獻陵; bính âm: Xiàn Lìng,1425) là lăng mộ của Minh Nhân Tông và Thành Hiếu Chiêu Hoàng hậu
- Minh Cảnh lăng (tiếng Trung: 景陵; bính âm: Jǐng Lìng; nghĩa đen 'Lăng mộ thắng cảnh', 1435) là lăng mộ của Minh Tuyên Tông và Hiếu Cung Chương Hoàng hậu
- Minh Dụ lăng (tiếng Trung: 裕陵; bính âm: Yù Lìng, 1449) là lăng mộ của Minh Anh Tông, Hiếu Trang Duệ Hoàng hậu và Hiếu Túc Hoàng hậu
- Minh Mậu lăng (tiếng Trung: 茂陵; bính âm: Mào Lìng, 1487) là lăng mộ của Minh Hiến Tông cùng ba vị Hoàng hậu là Hiếu Trinh Thuần Hoàng hậu, Hiếu Mục Hoàng hậu và Hiếu Huệ Hoàng hậu.
- Minh Thái lăng (tiếng Trung: 泰陵; bính âm: Tài Lìng, 1505) là lăng mộ của Minh Hiếu Tông và Hiếu Thành Kính Hoàng hậu
- Minh Khang lăng (tiếng Trung: 康陵; bính âm: Kāng Lìng, 1521) là lăng mộ của Minh Vũ Tông và Hiếu Tĩnh Nghị Hoàng hậu
- Minh Vĩnh lăng (tiếng Trung: 永陵; bính âm: Yǒng Lìng, 1566) là lăng mộ của Minh Thế Tông cùng Hiếu Khiết Túc Hoàng hậu, Hiếu Liệt Hoàng hậu, và Hiếu Khác Hoàng hậu
- Minh Chiêu lăng (tiếng Trung: 昭陵; bính âm: Zhāo Lìng, 1572) là lăng mộ của Minh Mục Tông cùng Hiếu Ý Trang Hoàng hậu, Hiếu An Hoàng hậu, Hiếu Định Hoàng hậu.
- Minh Khánh lăng (tiếng Trung: 慶陵; bính âm: Qìng Lìng, 1620) là lăng mộ của Minh Quang Tông cùng Hiếu Nguyên Trinh Hoàng hậu, Hiếu Hòa Hoàng hậu và Hiếu Thuần Hoàng hậu
- Minh Định lăng (tiếng Trung: 定陵; bính âm: Dìng Lìng; nghĩa đen 'Lăng mộ vững chắc', 1620) là lăng mộ của Minh Thần Tông cùng Hiếu Đoan Hiển Hoàng hậu và Hiếu Tĩnh Hoàng hậu
- Minh Đức lăng (tiếng Trung: 德陵; bính âm: Dé Lìng, 1627) là lăng mộ của Minh Hy Tông và Hiếu Ai Triết Hoàng hậu
- Minh Tư lăng (tiếng Trung: 思陵; bính âm: Sī Lìng, 1644) là lăng mộ của Minh Tư Tông cùng Hiếu Tiết Liệt Hoàng hậu và Viên Quý phi.

## Hình ảnh

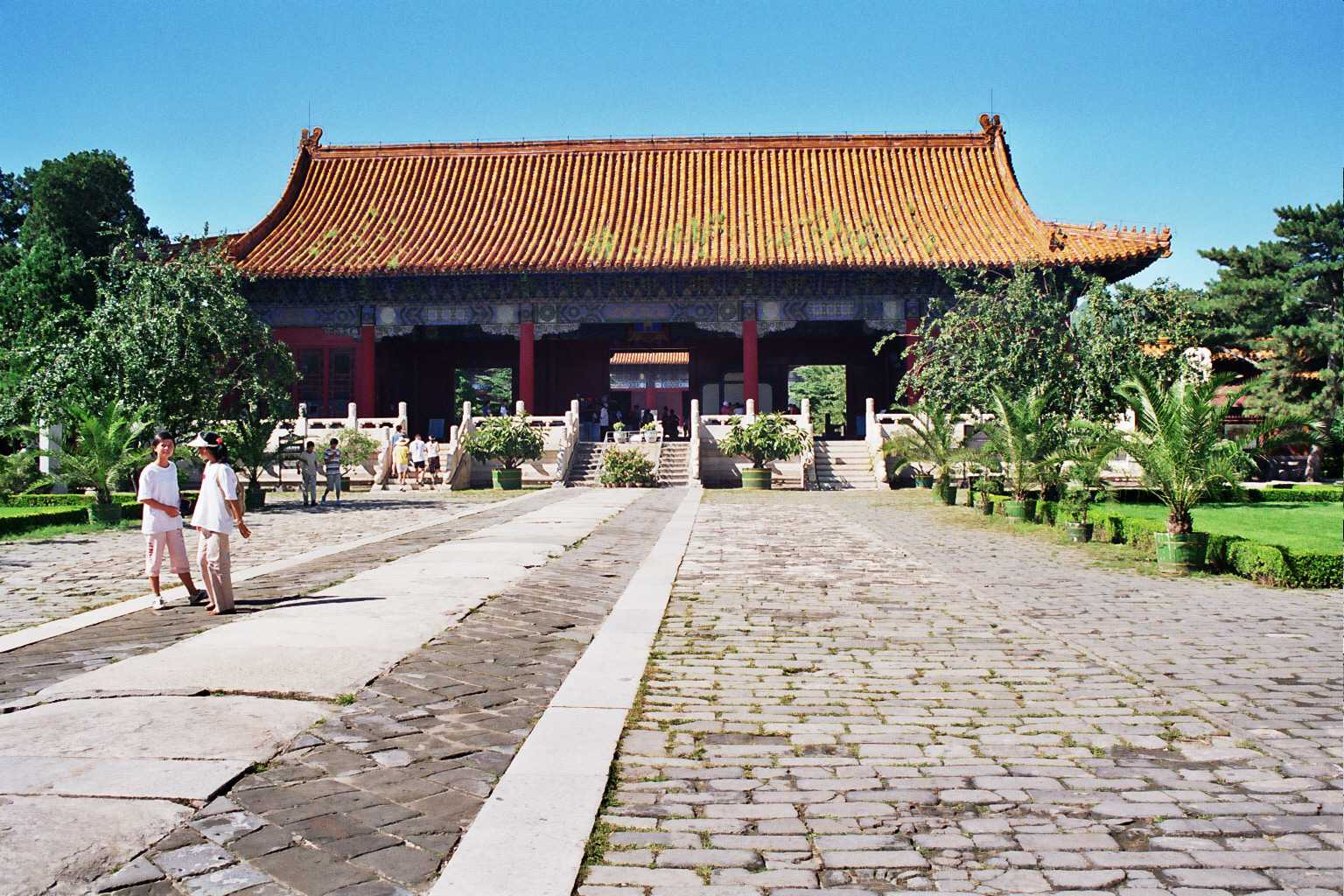
Lối vào lăng mộ
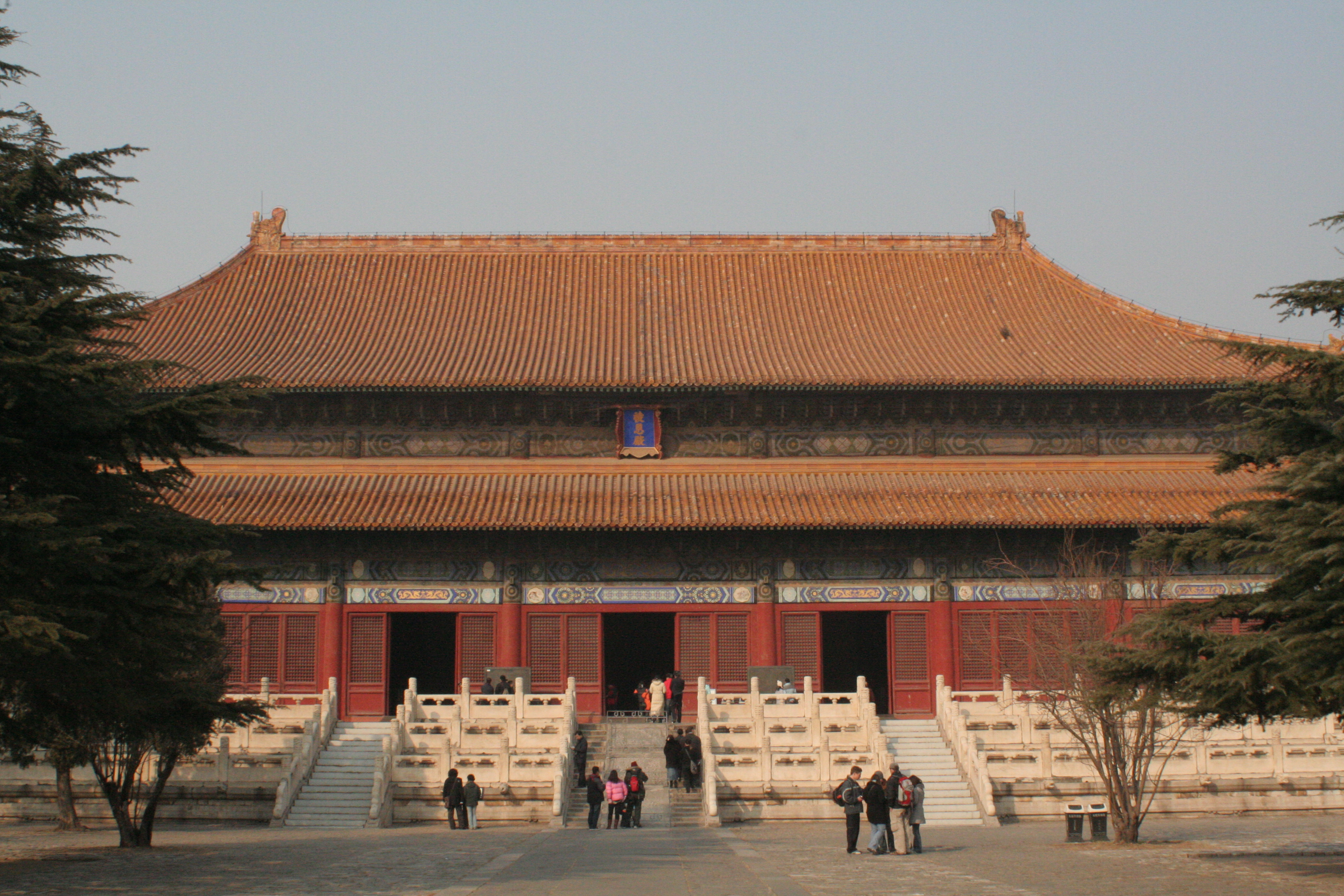
Sảnh của Minh Trường lăng
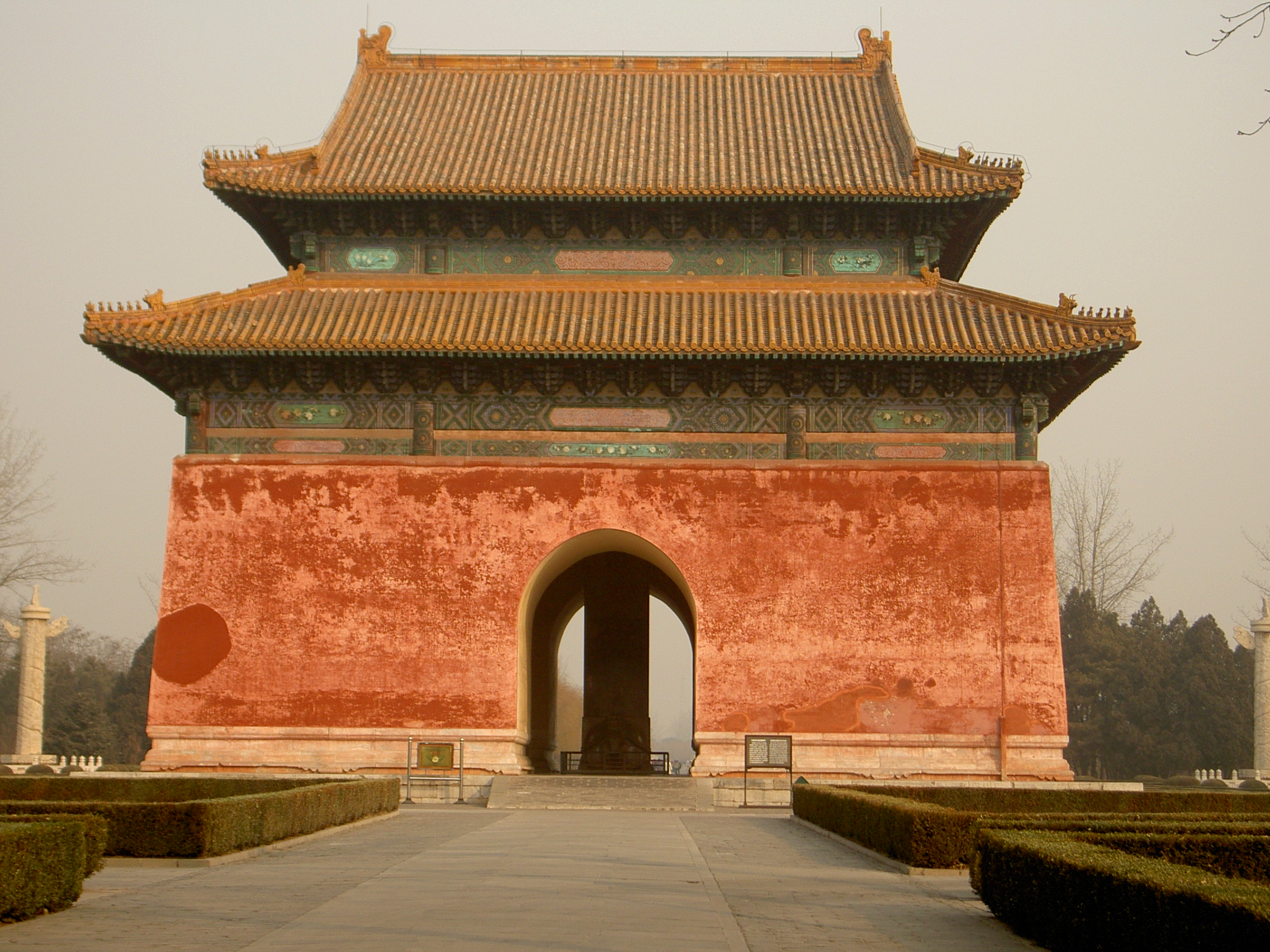
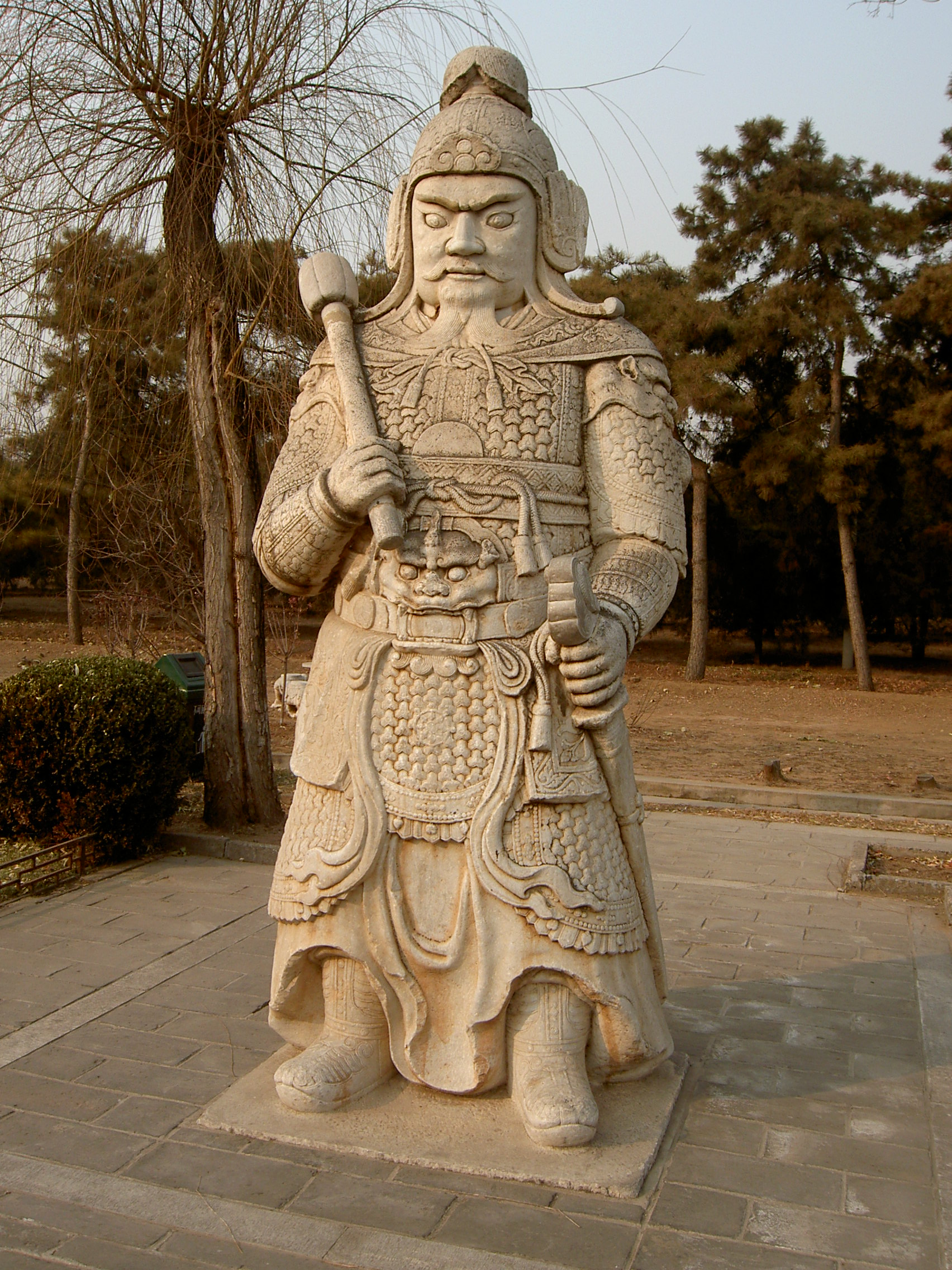
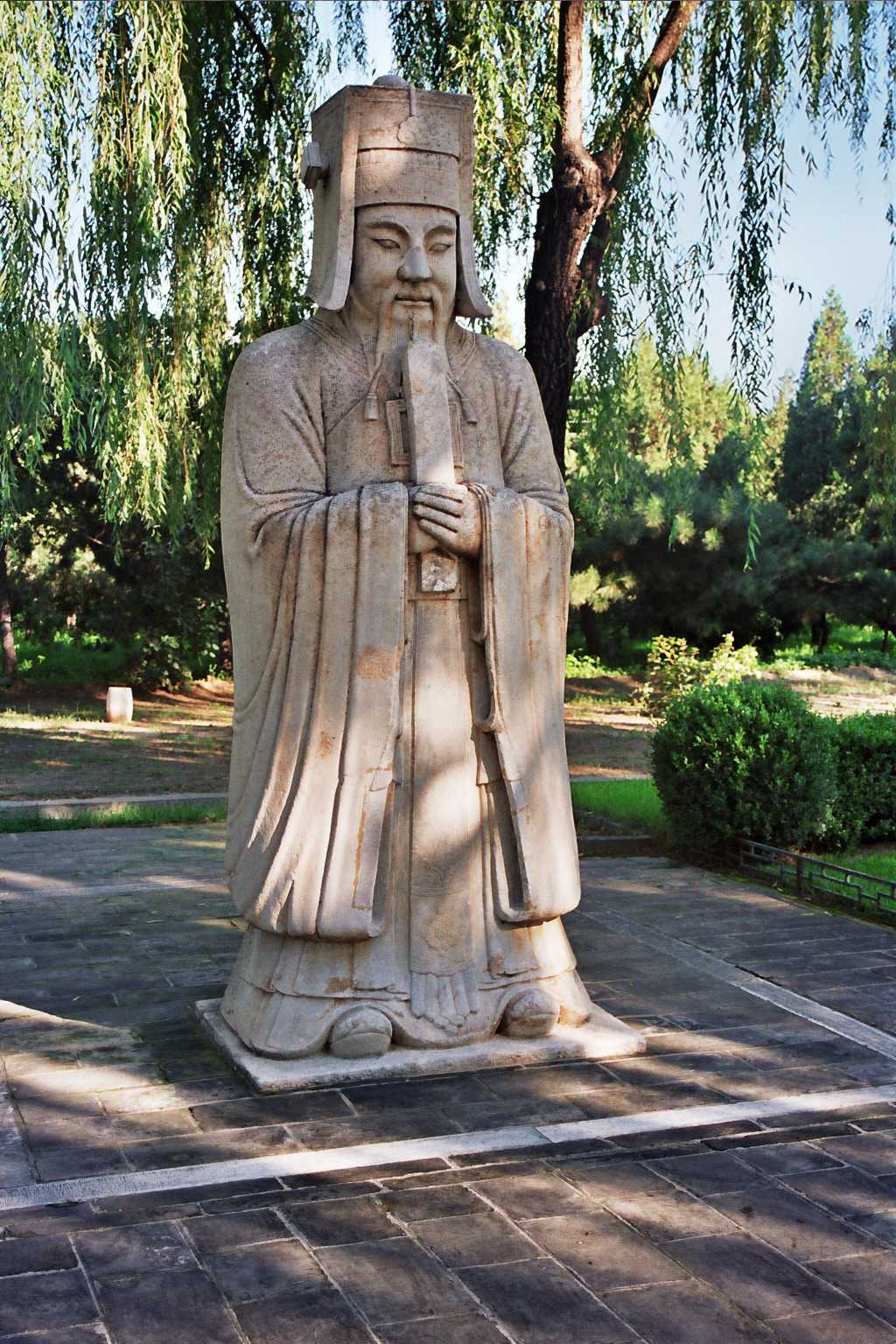
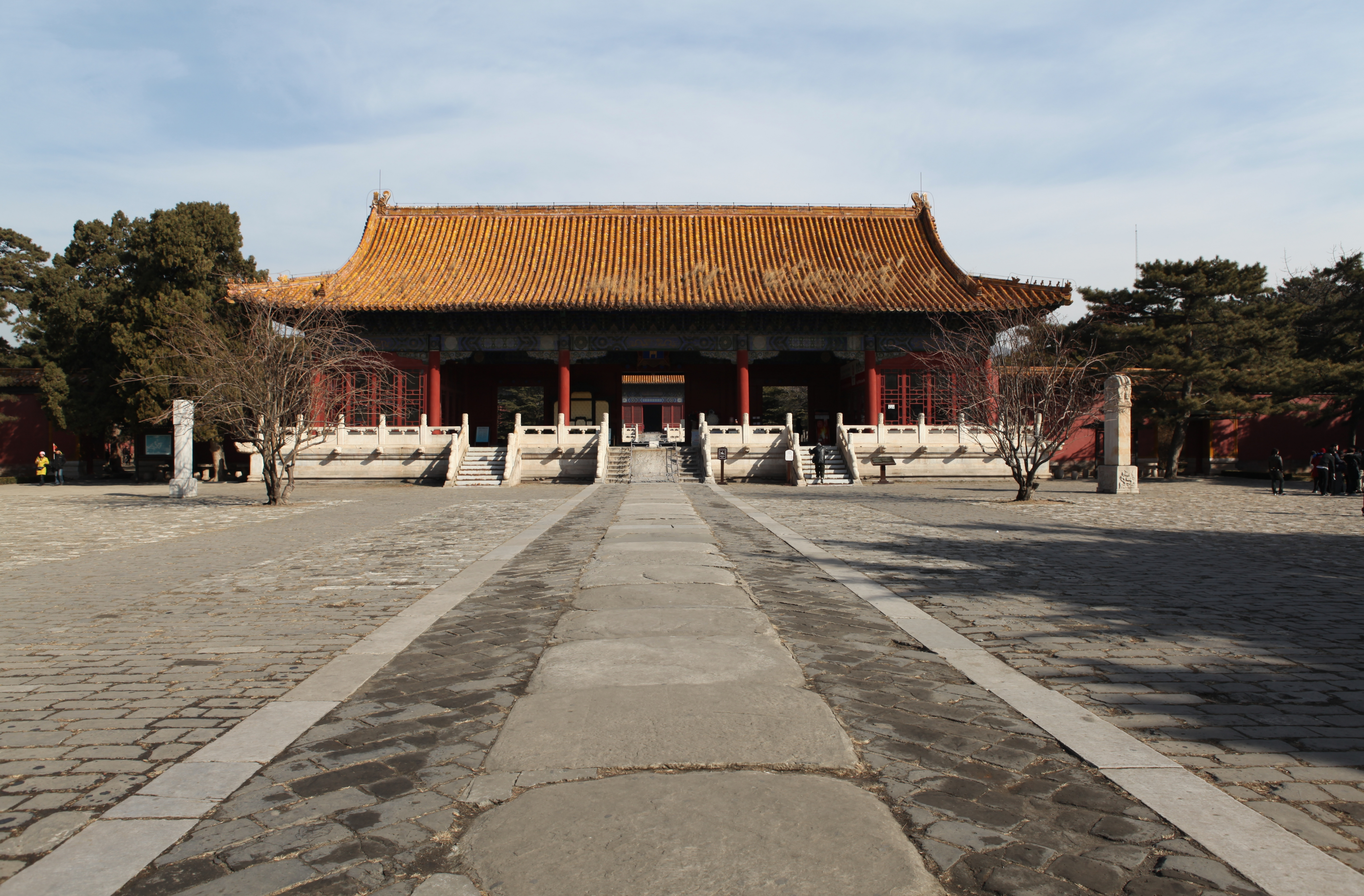
Cổng dẫn vào Trường lăng
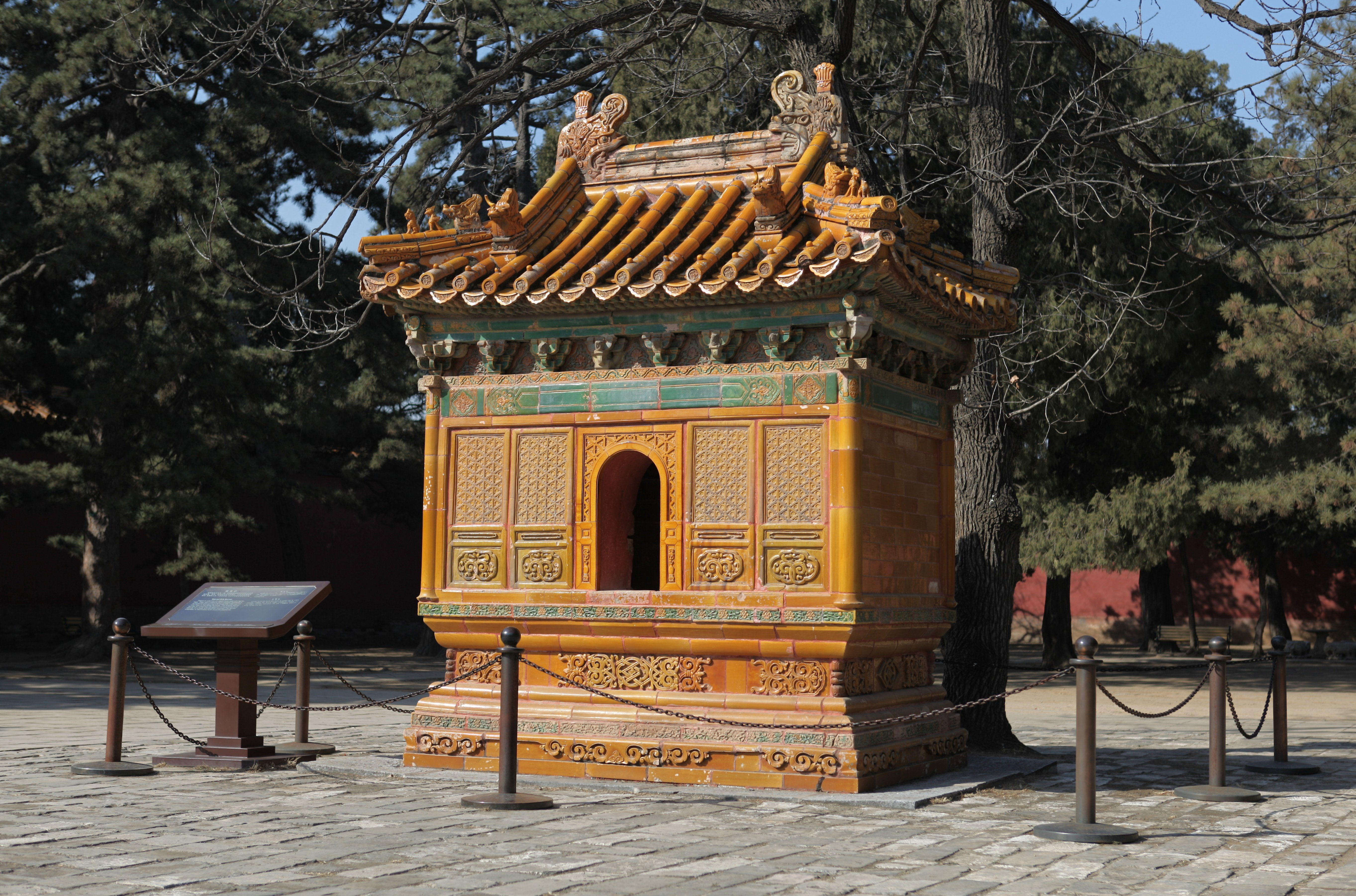
Một lò đốt tiền vàng tại Trường lăng
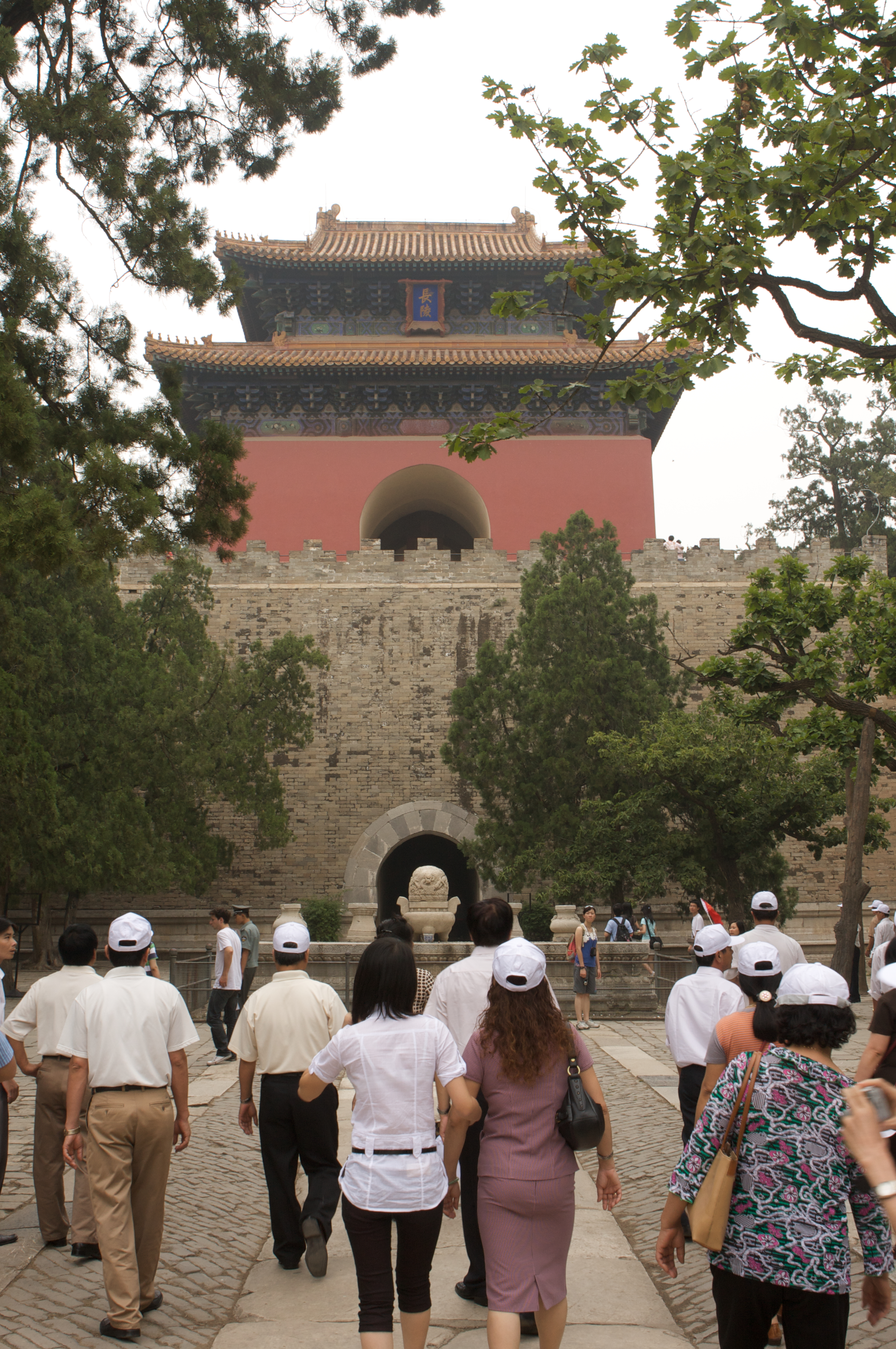
Tháp Minh lâu tại Trường lăng